# Salassa lola
Salassa lola är en fjärilsart som beskrevs av John Obadiah Westwood 1847. Salassa lola ingår i släktet Salassa och familjen påfågelsspinnare. Inga underarter finns listade.

## Bildgalleri

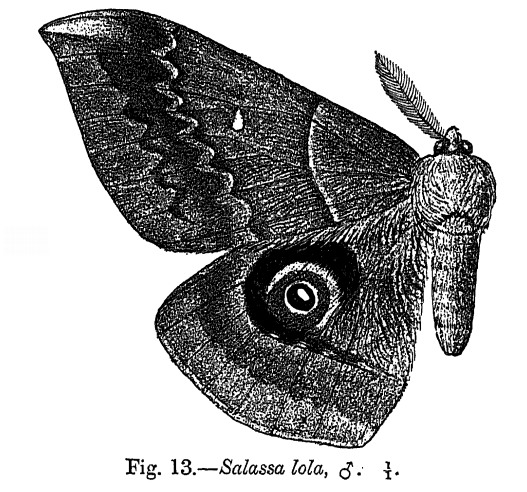
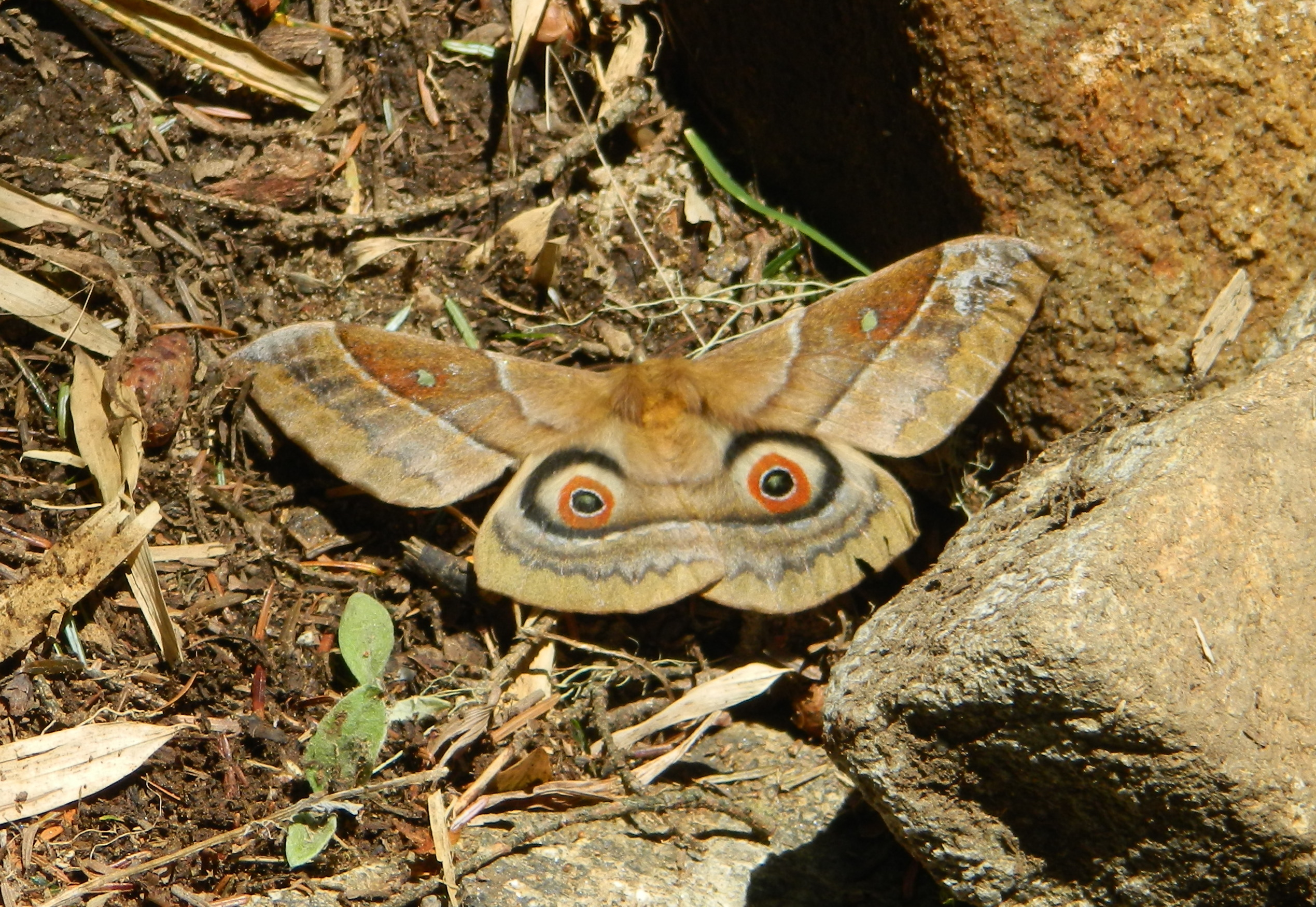